# Tajná
Tajná est un village de Slovaquie situé dans la région de Nitra.

## Histoire
Première mention écrite du village en 1075.

## Démographie

### Évolution de la population
| Année:               | 1994. | 2004.   | 2014.   | 2024.   |
| -------------------- | ----- | ------- | ------- | ------- |
| Nombre de personnes: | 280   | 285     | 283     | 281     |
| Différence:          |       | +1,78 % | -0,70 % | -0,70 % |

| Année:               | 2023. | 2024.   |
| -------------------- | ----- | ------- |
| Nombre de personnes: | 284   | 281     |
| Différence:          |       | -1,05 % |